# بوب مور
بوب مور (بالإنجليزية: Bob Moore)‏ هو لاعب كرة قدم أمريكية أمريكي، ولد في 12 فبراير 1949 في بالتيمور في الولايات المتحدة.

## وصلات خارجية
- بوب مور على موقع مرجع كرة القدم المحترفة.كوم (الإنجليزية)
- بوب مور على موقع كلية كرة القدم في سبورتس رفرنس.كوم (الإنجليزية)